# المندائية

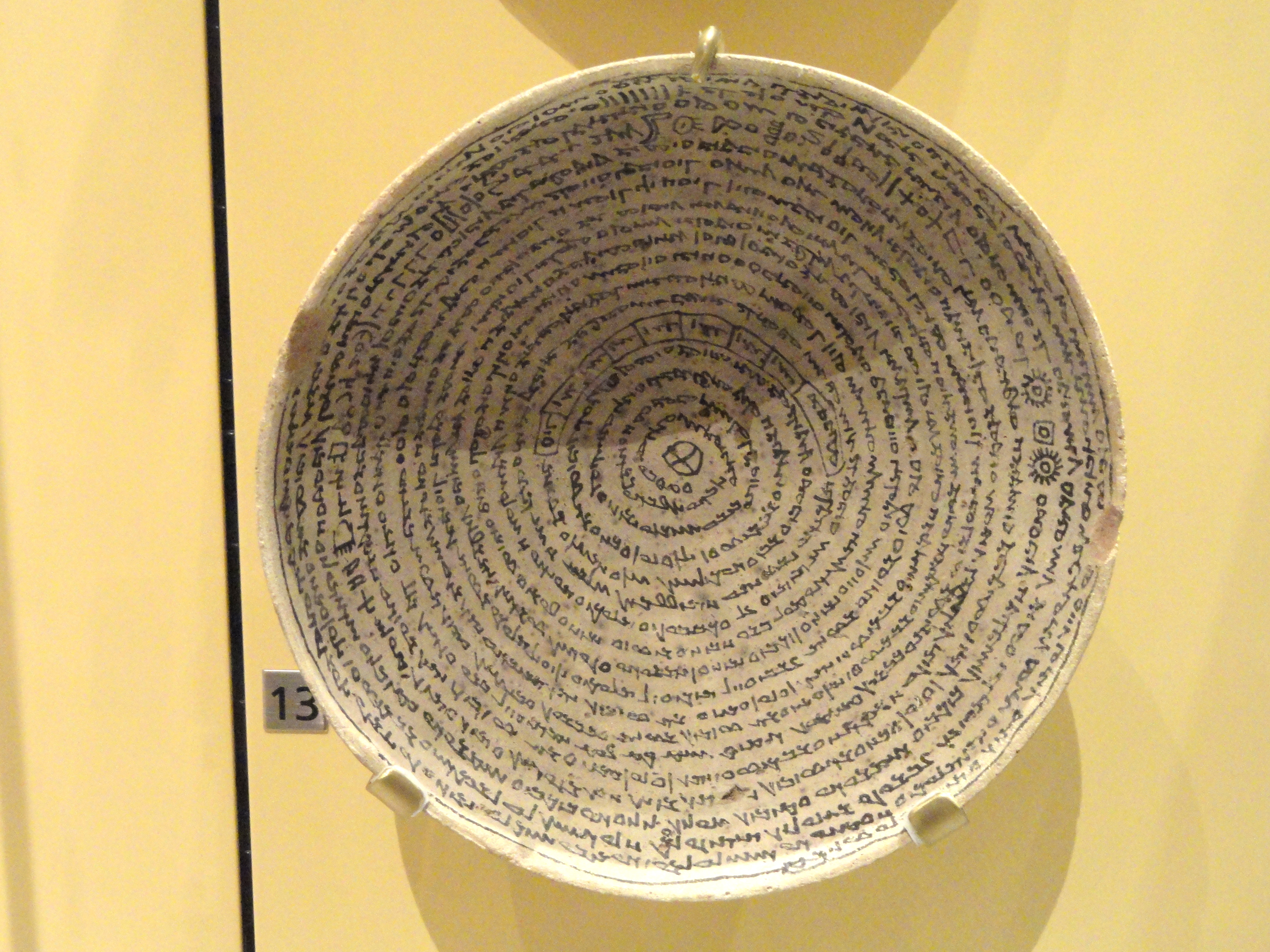
طاس سحري مندائي من جنوب بلاد الرافدين حوالي 200-600م - متحف أونتاريو الملكي، تورنتو، كندا.

المندائية أو الناصورائية أو الصابئة، هي ديانة عرقية غنوصية توحيدية متأثرة بالأديان الإغريقية والفارسية واليهودية.:4:1 يُقدّس أتباعها المندائيون آدم وشيتل وأنوش ودنانوخت ونوح وسام وزكريا، خاصة يحيى بن زكريا . يعتبر المندائيون آدم وشيتل وأنوش ونوح وسام ويحيى أنبياء، وأن آدم هو مؤسس ديانتهم، ويحيى آخر وأعظم الأنبياء.:45
يتحدث المندائيون لغة آرامية شرقية تُعرف باللغة المندائية، واسمهم مشتق من الكلمة الآرامية «ماندا»، التي تعني «المعرفة». يُعرف المندائيون في الشرق الأوسط - ولكن خارج مجتمعهم- باسم «صُبَّة» أو «الصابئة»، وكلمة «صُبّة» ذات جذر آرامي يتعلق بالمعمودية. أما مصطلح «الصابئة» مقتبس من اللفظ المذكور في القرآن ثلاث مرات الذي أشار لهم ضمنيًا بانتمائهم إلى أهل الكتاب، في بعض الأحيان، يُطلق على المندائيين أيضًا اسم «مسيحيو القديس يوحنا»، اعتقادًا منهم بأنهم الباقين من تلاميذ المعمدان. ومع ذلك، تشير الأبحاث الإضافية إلى أن هذه تسمية خاطئة.
تُعرف عقيدتهم الأساسية للإيمان باسم «ناصروتا» (وتعني المعرفة الناصورائية أو الحكمة الإلهية):xvi:31 ويُسمّون أتباعها «ناسورايي» (الناصريون). ينقسم هؤلاء الناصريون إلى ترميذوتا (الكهنة) وماندايوتا (العلمانيين)، والكلمة الأخيرة مشتقة من مصطلحهم للمعرفة «ماندا».:ix تُعد المعرفة (ماندا) هي أيضًا المصدر الذي اشتُق منه مصطلح المندائية الذي يشمل ثقافتهم بأكملها، وطقوسهم ومعتقداتهم وإيمانهم المرتبط بالعقيدة الناصورائية. لذا، فأتباع تلك الديانة يُطلق عليهم اسم المندائيين أو الناصورائين أو الغنوصيين (المشتقة من الكلمة اليونانية gnosis التي تعني المعرفة) أو الصابئة.:ix
بدايةً، مُورس هذا الدين في جنوب أحواض أنهار كارون ودجلة والفرات والأنهار المحيطة بممر شط العرب المائي جنوبي العراق، وفي محافظة خوزستان الإيرانية. حول العالم، يُعتقد أن هناك ما بين 60,000 إلى 70,000 مندائي. وحتى حرب العراق، كان جميعهم تقريبًا يعيشون في العراق، حيث فرّ العديد من العراقيين المندائيين منذ ذلك الحين من بلادهم بسبب الاضطرابات الناجمة عن غزو العراق سنة 2003م، وما تلا ذلك من احتلال أمريكي، وما نتج بعد ذلك من تصاعد العنف الطائفي على أيدي المتطرفين. بحلول سنة 2007م، انخفض عدد المندائيين في العراق إلى حوالي 5,000 نسمة.
ظل المندائيون منعزلين بشدة. جاءت التقارير عنهم وعن دينهم في المقام الأول من خلال زيارات الغرباء خاصة المستشرق يوليوس هاينريش بيترمان؛ وكذلك نيكولا سيوفي وهو مسيحي سوري كان نائبًا للقنصل الفرنسي في الموصل سنة 1887م،:12 وعالمة الأنثروبولوجيا الثقافية البريطانية الليدي إي إس دروير. بالإضافة إلى رواية قديمة، وإن كانت شديدة التحيز، كتبها الرحالة الفرنسي جان بابتيست تافيرنييه في خمسينيات القرن السابع عشر الميلادي.

## التسمية
تأتي تسمية المصطلح «المندائية» من الكلمة المندائية القديمة «مندايا»، التي يقابلها كلمة «منديانا» في اللغة المندائية الحديثة. وبمقارنة الكلمات المشابهة في اللهجات الآرامية الأخرى، ترجم علماء الدراسات السامية أمثال مارك ليدزبارسكي ورودولف ماكوش المصطلح ماندا، الذي اشتقت منه كلمة «ماندايا» إلى «معرفة»، يشير أصل هذه الكلمة إلى أن المندائيين قد يكونون الطائفة الوحيدة الباقية من العصور القديمة المتأخرة التي عرّفت نفسها بوضوح على أنها طائفة غنوصية.

### الصابئة
خلال القرنين التاسع والعاشر الميلادي، عُرّفَتْ عدة مجموعات دينية غامضة بالصابئة وهو اللفظ الذي ذُكر إلى جانب اليهود والنصارى والمجوس في القرآن في قوله تعالى:  إِنَّ الَّذِينَ آمَنُوا وَالَّذِينَ هَادُوا وَالصَّابِئِينَ وَالنَّصَارَى وَالْمَجُوسَ وَالَّذِينَ أَشْرَكُوا إِنَّ اللَّهَ يَفْصِلُ بَيْنَهُمْ يَوْمَ الْقِيَامَةِ إِنَّ اللَّهَ عَلَى كُلِّ شَيْءٍ شَهِيدٌ  ، مما جعلهم يُصنّفون ضمن أهل الكتاب. كان المندائيون من بين الجماعات الدينية التي زعمت أنها الصابئة المذكورين في القرآن، كما إدعت أيضًا مجموعات وثنية مختلفة في حران والأهوار أنهم صابئة. طمعت هذه الجماعات الاستئثار بالاسم حتى تعترف بهم السلطات الإسلامية كأهل كتاب، ويعاملون معاملة أهل الذمة. كان الحسن بن بهلول أول من قرن اسم الصابئة بالمندائيين، حين نقل ذلك عن الوزير العباسي ابن مقلة. ومع ذلك، فمن غير الواضح ما إذا كان مندائيو تلك الفترة قد عرّفوا أنفسهم على أنهم صابئة أو ما إذا كانت هذه مزاعم ابن مقلة.
خصّ بعض العلماء المعاصرين المندائيين بصفة الصابئة المذكورة في القرآن، على الرغم من افتراض عدد آخر من العلماء احتمالات مطابقة الصفة لجماعات أخرى. ويعتقد بعض العلماء أنه من المستحيل إثبات هوية الصابئة المقصودين في القرآن بأي من درجات اليقين. ورغم ذلك، لا يزال اسم الصابئة مقترنًا بالمندائيين حتى يومنا هذا.

### الناصورائيون
ذكر حران غويطة اسم الناصريين لوصف المندائيين الذين غادروا القدس، وهو اسم يعني الأوصياء أو أصحاب الطقوس والمعرفة السرية. ربط علماء مثل كيرت رودولف ورودولف ماكوتش ومارك ليدزبارسكي وإثيل س. درور وجيمس ف. ماكغراث بين المندائيين والناصريين الذين وصفهم إبيفانيوس السلاميسي بأنهم فرقة من الإسينيين.:xiv يقول إبيفانيوس أنهم كانوا موجودين قبل المسيح. شكك البعض في ذلك، في حين قبل آخرون نظرية الأصل ما قبل المسيحي للناصريين.:xiv

## الأصول
وفقًا للنص المندائي الذي يروي تاريخهم المبكر، سفر الرؤيا العظيم الذي أُلّفَ في الفترة من القرن الرابع إلى القرن السادس الميلادي، فإن المندائيين الناصورائيين الذين كانوا تلاميذ يوحنا المعمدان، غادروا فلسطين وهاجروا إلى منطقة ميديا في القرن الأول الميلادي، بسبب الاضطهاد الذي تعرضوا له في القدس.:vi,ix انتقل المهاجرون في البداية إلى حاران (ربما حران في تركيا المعاصرة) أو إلى حوران، ثم إلى التلال الميدية في إيران قبل أن يستقروا أخيرًا في جنوب بلاد الرافدين (العراق المعاصرة). وفقًا لرأي عالم الأديان ريتشارد هورسلي، فإن "حوران الداخلية" هي على الأرجح وادي حوران في سوريا المعاصرة التي كان يسيطر عليها الأنباط الذين كاوا في حالة حرب مع هيرودوس أنتيباس الذي أدانه النبي يوحنا بشدة، فقتله هيرودس في النهاية، وبالتالي لجأوا إليهم.
يتفق العديد من العلماء المتخصصين في المندائية، ومنهم جورون جاكوبسن باكلي، مع الرواية التاريخية للمندائيين. ومع ذلك، يرى آخرون أن أصل المجموعة من جنوب غرب بلاد الرافدين. ويرى فريق ثالث من العلماء أن المندائية قديمة، وتعود إلى عصور ما قبل المسيحية. يدّعي المندائيون من جانبهم أن دينهم يسبق اليهودية والمسيحية والإسلام، ويعتقدون أنهم أحفاد سام بن نوح،:186 وأنهم أيضًا أحفاد المندائيين الناصورائيين الأصليين الذين كانوا تلاميذًا ليوحنا المعمدان في القدس.:vi, ix

## التاريخ

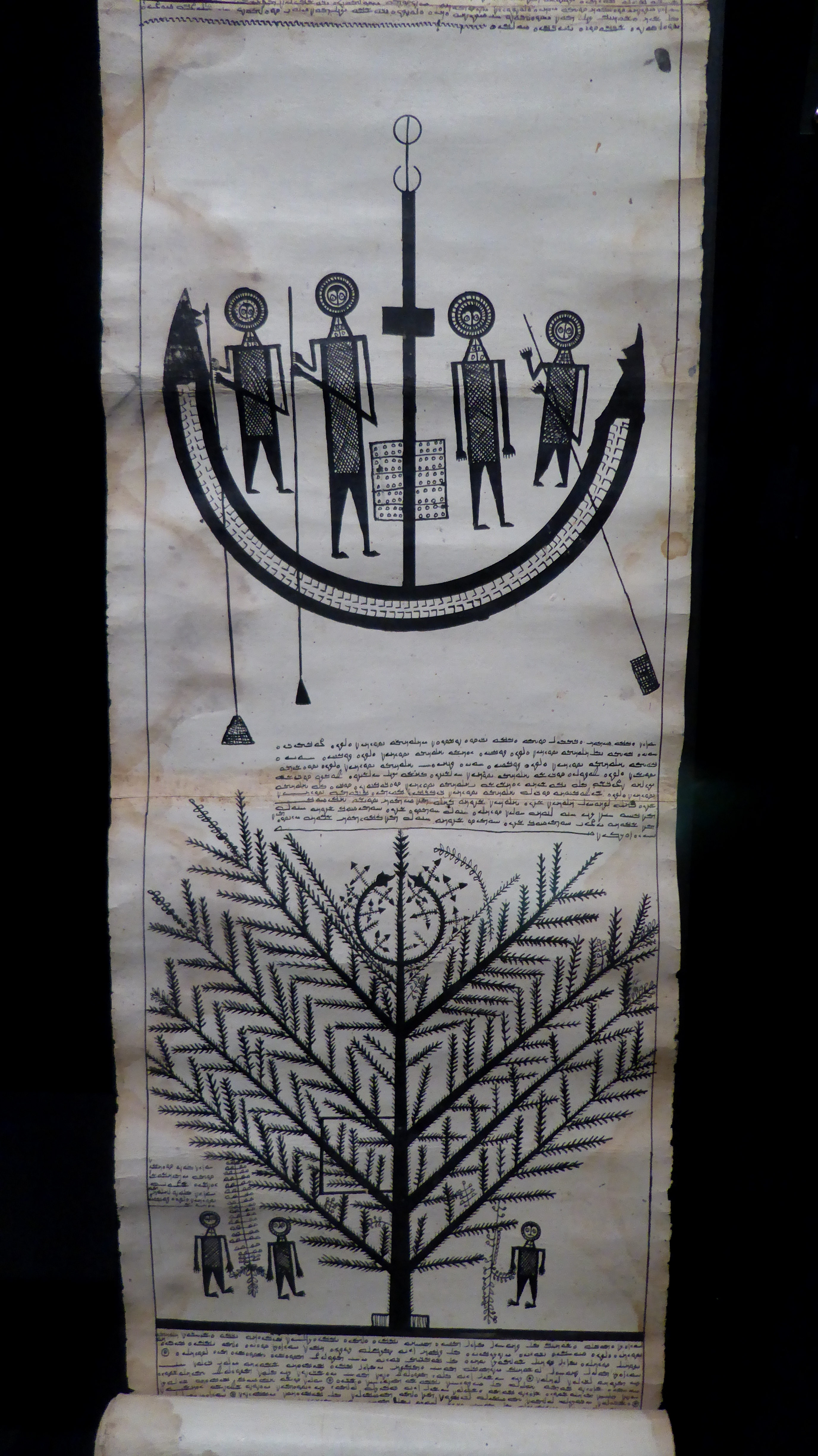
مخطوطة أباثور التي ترجع للقرن الثامن عشر الميلادي، محفوظة في مكتبة بودلي، أكسفورد.

خلال الحكم البارثي، حظي المندائيون بالحماية الملكية، فازدهروا. لم تستمر تلك الحماية مع صعود الإمبراطور الساساني بهرام الأول على العرش الذي دفعه كاهنه الأكبر كارتير إلى اضطهاد كل من لا يعتنق الزرادشتية.:4 مع بداية الفتح الإسلامي للعراق وبلاد فارس ق. 640 م، يقال أن زعيم المندائيين أنوش بار دانقا، ظهر أمام السلطات الإسلامية، وأظهر لهم نسخة من كتاب كنزا ربا المقدس، وأعلن أن النبي الرئيسي للمندائيين هو يوحنا المعمدان، الذي ذكره القرآن باسم يحيى بن زكريا، وهو ما يجعل المندائيين من أهل الكتاب. ومن ثم، قُبلت المندائية كدين أقلية ضمن الإمبراطورية الإسلامية.:5 ومع ذلك، فمن المرجح أن هذه الرواية ملفقة حيث أنها تذكر أن أنوش بن دانقا سافر إلى بغداد، فلا بد أن ذلك حدث بعد تأسيس بغداد سنة 762م، إن حدث ذلك أصلاً.
ومع ذلك، في مرحلة ما اعتُبر أن المندائيين هم الصابئة المذكورون مع اليهود والنصارى في القرآن البقرة آية 62 كأهل كتاب. ويعد الحسن بن بهلول أقدم من وصفهم بذلك في القرن العاشر الميلادي، نقلاً عن الوزير العباسي ابن مقلة، على الرغم من أنه من غير الواضح ما إذا كان المندائيون في تلك الفترة عرّفوا أنفسهم بالفعل على أنهم صابئة أم أن ذلك كان وصف ابن مقلة لهم. رغم ذلك، ما زال يُطلق على المندائيين اسم الصابئة حتى يومنا هذا.:5
حوالي سنة 1290م، التقى كاثوليكي دومينيكاني من توسكانا، يُدعى ريكولدو دي مونتي، في بلاد الرافدين بالمندائيين. ووصفهم بأنهم يؤمنون بشريعة الله السرية المسجلة في نصوص جذّابة، ويحتقرون الختان، ويرفعون يوحنا المعمدان فوق كل شيء، ويغتسلون بشكل متكرر لتجنب غضب الله.:65 خلال القرنين السادس عشر والسابع عشر الميلاديين، أطلق أعضاء الإرسالية الكرملية في البصرة على المندائيين اسم "مسيحيو القديس يوحنا"، استنادًا إلى وصف تقارير مبشّرين أمثال إغناطيوس اليسوعي لهم. كما التقى بعض اليسوعيين البرتغاليين ببعض "مسيحيي القديس يوحنا" قرب مضيق هرمز سنة 1559م، عندما حارب الأسطول البرتغالي الجيش العثماني في البحرين.:69, 87

## المعتقدات
تقوم المندائية، ديانة الشعب المندائي، على مجموعة من العقائد والتعاليم الدينية. يمتلك المندائيون مجموعة أدبية مندائية كبيرة جدًا، تغطي موضوعات مثل علم نهاية الزمان، ومعرفة الله، والحياة الآخرة.
بحسب بريخا نصورايا: «يعتبر المندائيون أنفسهم معالجو "العوالم والأجيال" (علميا داريا)، وممارسو دين العقل (مانا)، والنور (نهورا)، والحقيقة (كوشتا)، والحب (رُحما) والتنوير أو المعرفة (ماندا).:28»

### المعتقدات الرئيسية
1. يعترفون بإله واحد يُعرف باسم حي ربي، الذي يعني «الحياة العظيمة» أو «الحي العظيم»، ورمزه «الماء الحي» (ياردينا). لذا، فمن الضروري أن يعيش المندائيون بالقرب من الأنهار. يُجسّد الإله عندهم القوة الخالقة التي تحافظ على استمرار الكون.[55]
2. يؤمنون بقوة النور التي يُحييها ويُجسّدها «ملكا د-نهورا» (ملك النور)، وهو اسم آخر لحي ربي؛ وبالأوثرات (الملائكة أو الحُرّاس) الذين يوفرون الصحة والقوة والفضيلة والعدالة. كما يؤمنون بأن درابشا هي رمز النور.[55]
3. يُعد مصير الروح هو الاهتمام الرئيسي بالنسبة لهم لإيمانهم بالحياة الآخرة، حيث الثواب والعقاب. لكنهم يعتقدون أنه ليس هناك عذاب أبدي لأن الله رحيم.[55]

### السمات الأساسية للعقيدة
وفقًا لعالمة الأنثروبيولوجيا الثقافية البريطانية إيثيل دروير، تتميز هذه السمات المعرفة المندائية بتسع سمات، تظهر بأشكال أخرى عند الطوائف الغنوصية الأخرى::xvi
1. وجود كيان أعلى هيئته مجهولة، أُدرك مكانه وزمانه حين خلق الكائنات والعوالم الروحية والأثيرية والمادية. فوّض هذا الموناد خالق أو خالقين لخلق هذه الأشياء. وخُلق الكون على يد إنسان نموذجي[الإنجليزية]، خلقه على هيئته الخاصة.
2. مبدأ الثنائية: أم وأب نموذجيان، النور والظلام، اليسار واليمين.
3. وجود متضادات (دموتا) في عالم الأفكار (مشونيا كوشتا).
4. تصوير الروح كالمنفى أو الأسير؛ منزله وأصله هو الكيان الأعلى الذي يعود إليه في النهاية.
5. تأثير الكواكب والنجوم على القدر وعلى البشر، وهي أماكن الاحتجاز العقابي بعد الموت.
6. وجود روح أو أرواح منقذة تساعد روح الإنسان في رحلتها عبر الحياة وبعدها إلى "عوالم النور".
7. وجود لغة عبادة في صورة رموز واستعارات، تتجسد فيها الأفكار والصفات.
8. وجود "أسرار" تساعد الروح وتنقيها، لضمان ولادتها من جديد في جسد روحاني، وصعودها من عالم المادة. غالبًا ما تكون هذه الأسرار في صورة طقوس موسمية وتقليدية، تفسيرها مقصور على فئة معينة. عند الناصورائيين، يعتمد هذا التفسير على قصة الخلق، وخاصة على الإنسان الإلهي، آدم، باعتباره الملك الكاهن المتوج والممسوح.
9. السرية الكبيرة مفروضة على المبتدئين؛ فلا تُعرض عليهم مسائل الموناد والثنائية والأسرار التي يختص بها القادرين على فهم المعرفة والحفاظ عليها.

### أصل الكون

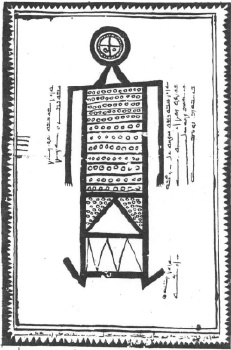
صورة أباثور من ديوان أباثور.

يقدّس الدين نصًّا معقدًا ومتعدد الأوجه وباطنيًا وأسطوريًا وشعائريًا وتفسيريًا، يُعد فيه نموذج فيض الخلق هو التفسير السائد.:7,8
الاسم الأكثر شيوعًا للإله في المندائية هو حي ربي ("الحياة العظيمة" أو "الإله الحي العظيم"). وله أسماء أخرى مستخدمة هي «مار د-ربوتا» (رب العظمة)، و«مانا ربا» (العقل العظيم)، و«ملكا د-نهورا» (ملك النور) و«حي قدمايا» (الحياة الأولى). يؤمن المندائيون بأن الإله أزلي، وهو خالق كل شئ، الواحد والوحيد في السيادة، لا شريك له.
كما يؤمن المندائيون بوجود العديد من الأوثرا (ملائكة أو حُرّاس من نور):8 يحيطون ويعبدون ويمجّدون الإله ويكرّمونه. من أبرزهم ماندا د-حي، الذي حَمَلَ الماندا (المعرفة) إلى الأرض، وهبيل زيوا الذي غزا عالم الظلام.:206–213 يُشار إلى بعض الأوثرات عادةً على أنهم فيوضات تابعة "للحياة الأولى"؛ وتشمل أسمائهم الحياة الثانية والثالثة والرابعة (أي يوشامين وأباثور وبثاهيل).:8
لا يُمثّل بثاهيل الذي هو الحياة الرابعة وحده الديميرج، لكنه يُمثّله فقط في خلق العالم المادي بمساعدة من الروح الشريرة روحا. يُنظر إلى روحا بشكل سلبي على أنها تجسيد للعناصر المتدنية والعاطفية والأنثوية في النفس البشرية.:188 لذا، فالعالم المادي مزيج من "النور" و"الظلام". بثاهيل هو أدنى ثلاث فيوضات؛ الاثنان الآخران هما يوشامين (الحياة الثانية) وأباثور (الحياة الثالثة). يُمثّل أباثور الديميرج في مسألة وزن أرواح الموتى لتحديد مصائرهم. أما دور يوشامين الذي هو الفيض الأول، أكثر غموضًا؛ حيث رغب في خلق عالم خاص به، فعاقبه ملك النور (الحياة الأولى) لمعارضته مشيئته، لكن عفى عنه ملك النور في النهاية.:39–40,43
وكما هو الحال عند الإسينيين، فإنه يُحرّم على المندائي أن يكشف أسماء الملائكة للأغيار.:94

### الأنبياء الأساسيون

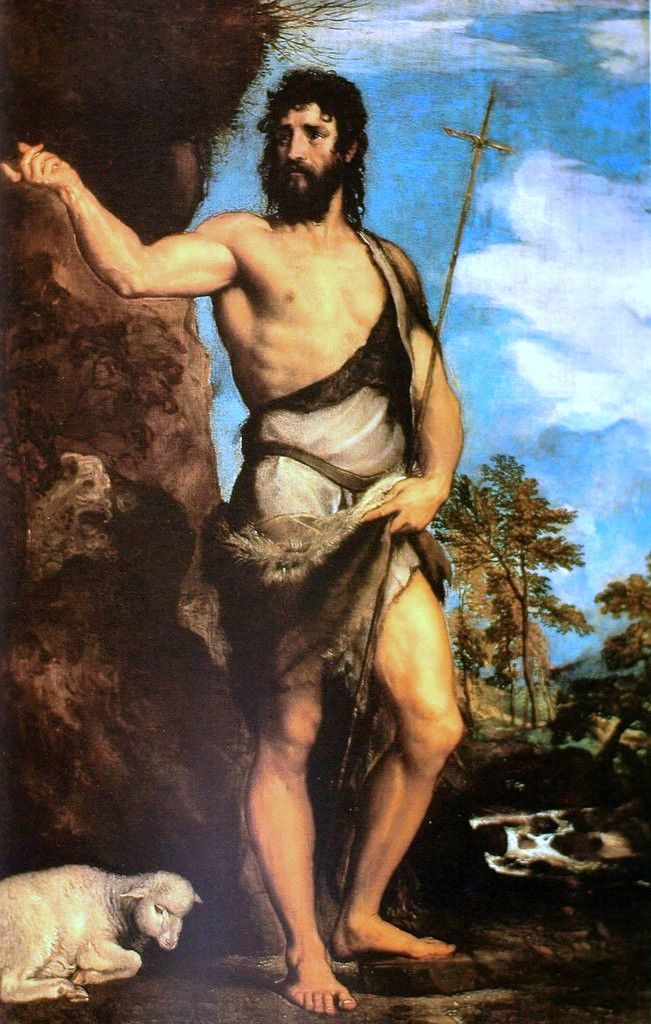
لوحة يوحنا المعمدان لتيتيان.

لدى المندائيين العديد من الأنبياء. يحظى يوحنا المعروف أيضًا باسم «يوحنا مصبانا» و«يوحنا بار زكريا» الذي يعرفه المسيحيون باسم «يوحنا المعمدان» بمكانة خاصة أعلى من مكانته في المسيحية أو الإسلام. لا يعتبر المندائيون أن يوحنا هو مؤسس دينهم، ولكنهم يبجلونه باعتباره المعلم الأعظم الذي جدّد وأصلح إيمانهم القديم،:101:24 وهم ينسبون أصل معتقداتهم إلى آدم. يعتقد المندائيون أن يوحنا هو رسول النور (نهورا) والحقيقة (كوشتا) الذي يمتلك قوة الشفاء والمعرفة الكاملة (ماندا).:48
لا تعترف المندائية بنبوة إبراهيم أو موسى أو يسوع كأنبياء مندائيين. ومع ذلك، فهو يعتقدون بأن إبراهيم ويسوع كانا في الأصل كاهنين مندائيين.:116 يعترف المندائيون بشخصيات أخرى من الديانات الإبراهيمية مثل آدم وابنه شيتل (شيث) وحفيده أنوش (أنوش)، وكذلك نوح وسام (سام الذين يعتبرونهم أجدادهم الذين انحدروا منهم. يعتبر المندائيون آدم وشيتل ونوح وسام ويحيى بن زكريا أنبياء؛ وأن آدم أول أنبيائهم، ويحيى النبي الأعظم والأخير.:45

### الكتب المقدسة والأدب

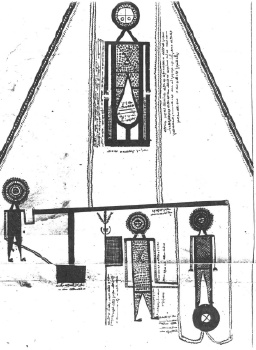
صورة أباثور في الميزان، من ديوان أباثور.

لدى المندائيين مجموعة كبيرة من الكتب الدينية المقدسة، أهمها كنزا ربا، وهو مجموعة من النصوص التاريخية والدينية والصلوات. ينقسم كنزا ربا إلى نصفين - القسم اليمين (كنزا يمينا) والقسم اليسار (كنزا شمالا). تتبّع غورون باكلي متن كنزا شمالا، فاكتشف وجود سلسلة متصلة لنُسّاخ النص ترجع إلى أواخر القرن الثاني الميلادي أو أوائل القرن الثالث الميلادي، مما يُدلّل على وجود المندائيين منذ أواخر عصر الإمبراطورية الفرثية.
أقدم النصوص المندائية عبارة عن تمائم من الرصاص ترجع إلى القرن الثالث الميلادي تقريبًا، تليها طاس سحري منذ حوالي سنة 600م. أما النصوص الدينية المهمة، فأقدم مخطوطاتها ترجع إلى القرن السادس عشر الميلادي، وأغلبها تعود إلى القرنين الثامن عشر والتاسع عشر الميلادي. ربما انتقلت النصوص الدينية المندائية شفاهةً قبل كتابتها على يد النُسّاخ، مما يجعل تحديد تاريخ التأليف صعبًا.:20
من بين النصوص الهامة عند المندائيين، حران غويطة الذي يحكي تاريخ المندائيين. وبحسب هذا النص، فإن مجموعة من الناصورائيين (الكهنة المندائيين) غادروا يهودا قبل تدمير القدس في القرن الأول الميلادي، واستقروا داخل الإمبراطورية الفرثية. تشمل الكتب المهمة الأخرى كتاب قُلُستا، وهو كتاب الصلاة القانوني للمندائيين. هناك أيضًا عملًا رئيسيًا ضمن الكتاب المندائي المقدس، والذي يمكن للعامة والمبتدئين الإطلاع عليه، وهو سفر يوحنا المندائي (دراشا د-يحيى) الذي يتضمن حوارًا بين يوحنا ويسوع. بالإضافة إلى ديوان أباثور الذي يحتوي على وصف "المناطق" التي تصعد عبرها الروح، وكتاب الأبراج (أسفر ملواشة). وأخيرًا، هناك بعض المشغولات اليدوية التي تعود إلى عصر ما قبل الإسلام والتي تحتوي على كتابات ونقوش مندائية، مثل بعض طاسات التعاويذ الآرامية.

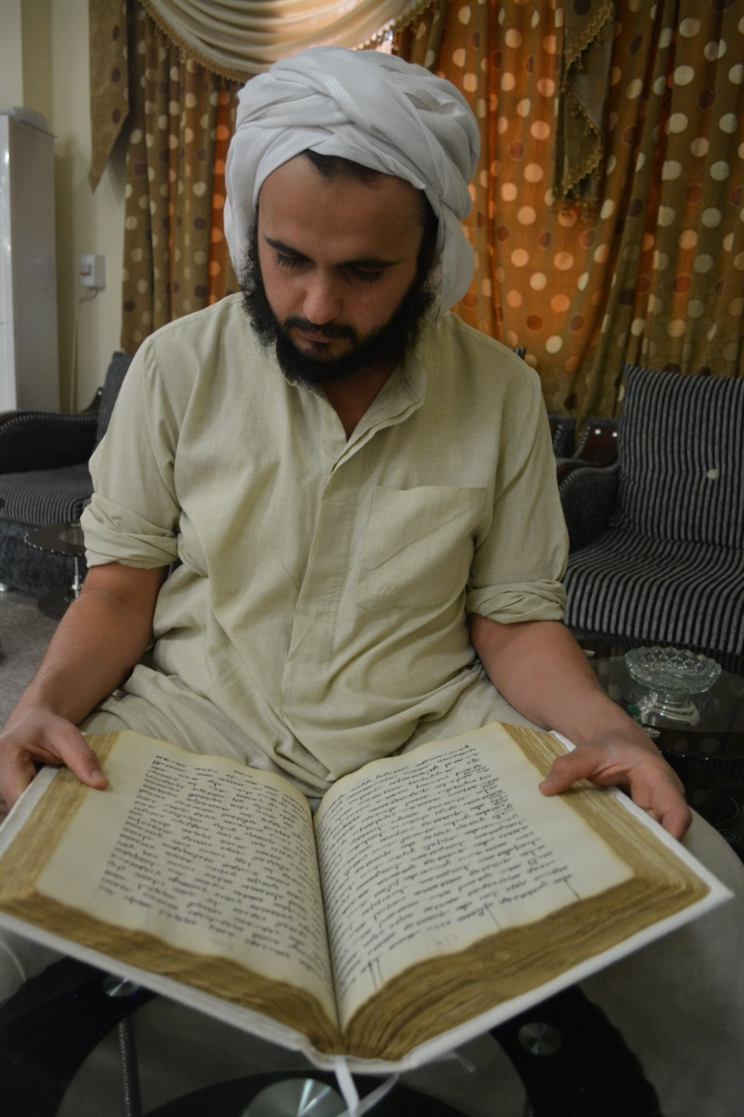
صورة لترميذة يقرأ نصًّا مقدسًا في بغداد سنة 2008م.

تُكتب التفسيرات الطقوسية المندائية عادةً في لفائف بدلاً من كُتُب، ومنها:
- الألف واثني عشر سؤالا (ألف تريسار شوياليا)
- تتويج شيشلام العظيم
- "العالم الأول" العظيم
- "العالم الأول" الأصغر
- مخطوطة الملكية السامية
- معمودية هبيل زيوا

تُعرف اللغة التي أُلف بها الأدب الديني المندائي في الأصل باللغة المندائية، وهي واحدة من اللهجات الآرامية، وهي مكتوبة بالخط المندائي. لا يتحدث العديد من عوام المندائيين هذه اللغة، وإن كان بعض أفراد المجتمع المندائي المقيمين في إيران والعراق ما زالوا يتحدثون اللغة المندائية الحديثة، وهي نسخة حديثة من تلك اللغة.
| أرشدوا الأعمى. وأحسنوا إلى الفقير. وإذ تهبون صدقةً يا أصفيائي لا تُشهدوا عليها. لا تعلم يمينكم بما وهبت شمالكم، ولا شمالكم بما وهبت يمينكم. بئس من وهب صدقة فأفسدها بالتشهير. يا أصفيائي. إدرا رأيتم جائعًا فأطعموه. زإذا رأيتم عطشانًا فاسقوه. وإذا رأيتم عارًا فاكسوه |
| —كنزا يمينا، الكتاب الأول، التسبيح الثاني، 91-98 |

## العبادة والطقوس

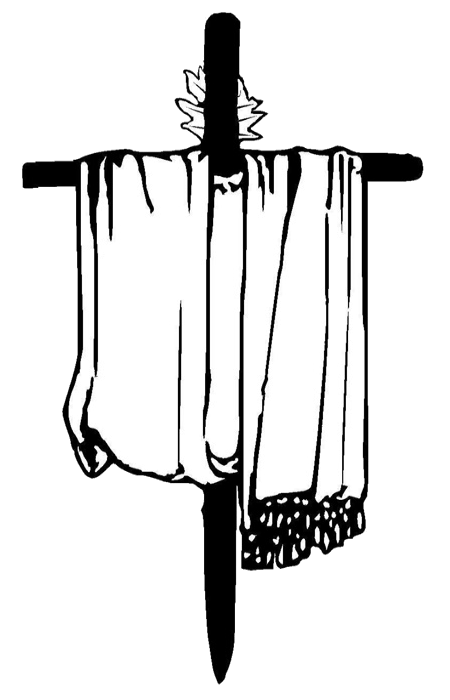
الدرفش المندائي، رمز الإيمان المندائي.

أهم طقسان في العبادة المندائية هما المعمودية (مسبوطا) والصعود (مسيقطا – قداس الموتى أو مراسم صعود الروح). على عكس المسيحية، فإن المعمودية ليست حدثًا يؤدّى مرة واحدة فقط، بل هي عملية تُجْرَى كل يوم أحد، وهو اليوم المقدس للمندائيين، كطقس تطهيري. تتضمن المعمودية عادةً غمرًا كاملًا في ماءٍ جارٍ، وجميع الأنهار التي تعتبر صالحة للمعمودية تسمى ياردينا (نسبةً إلى نهر الأردن). بعد الخروج من الماء، يُمسح المُتعبِّد بزيت السمسم المقدس، ويشترك في تناول الخبز والماء المقدسين. تتخذ مراسم صعود الروح، التي تسمى "المسقيطا"، أشكالًا مختلفة، ولكنها تتضمن عادة وجبة طقسية تخليدًا لذكرى الموتى. يُعتقد أن هذا الطقس يُساعد أرواح الموتى في رحلتهم عبر المطهر إلى عالم النور.
تشمل طقوس التطهير الأخرى الريشاما والتماشا التي على عكس المسبوطا، يمكن أداؤها بدون كاهن. تُؤَدَّى الريشاما قبل الصلاة، وتتضمن غسل الوجه والأطراف أثناء تلاوة تراتيل محددة، وتُجْرَى يومياً، قبل شروق الشمس، مع تغطية الشعر وبعد التغوط أو قبل الاحتفالات الدينية. أما التماشا، فهي غمر الجسد ثلاث مرات في النهر دون الحاجة إلى كاهن، وتُجْرَى من قبل النساء بعد الحيض أو الولادة، ومن قبل الرجال والنساء على حد سواء بعد النشاط الجنسي أو القذف الليلي أو لمس جثة أو أي نوع آخر من النجاسة (انظر تيفيلاه). تُطبّق طقوس التطهير أيضًا على الفواكه والخضروات والأواني والمقالي والأواني والحيوانات المخصصة للاستهلاك والملابس الاحتفالية (الراستا). أيضاً يُطَهَّر الشخص المُحتضر، ويشمل تطهيره رشّه بماء النهر ثلاث مرات من رأسه إلى قدميه.

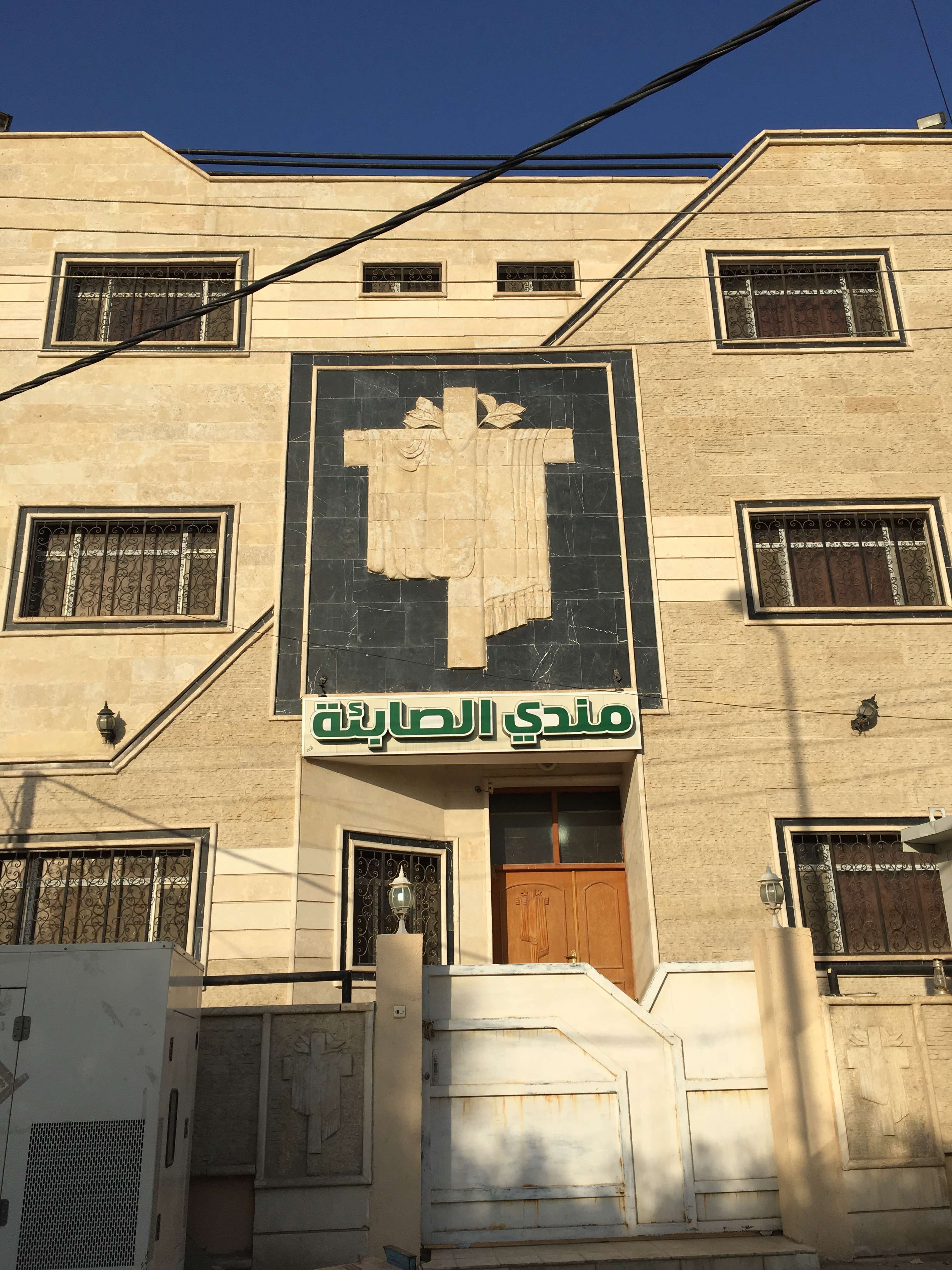
بيت مندا (مشخانّا) في لناصرية جنوب العراق سنة 2016م.

عند الدفن، يجب أن يكون قبر المندائي في اتجاه الشمال والجنوب بحيث إذا وقف الموتى المندائيون في وضع مستقيم، فإنهم سيواجهون الشمال،:184 وهم في ذلك يشبهون الإسينيين. وعند الصلاة، يتجه المندائيون إلى الشمال، وهم يؤدّون صلاتهم ثلاث مرات في اليوم، وتسمى الصلاة اليومية في المندائية براخا. ويُقدّم المندائيون أيضًا الصدقة (زدقا) بانتظام للكهنة.
بيت مندا أو مشخانا هو مكان العبادة عند المندائية، ويجب أن يُبنى إلى جوار النهر من أجل أداء المسبوطا (المعمودية) حيث أن الماء عنصرًا أساسيًا في العقيدة المندائية. في بعض بيوت مندا الحديثة، استخدمت حمامات داخلية بديلًا عن النهر. ويُزيّن كل بيت مندا درفش، وهو عبارة عن راية على شكل صليب، مصنوعة من خشب الزيتون نصفها مغطى بقطعة من الحرير الأبيض الخالص وسبعة أغصان من الآس. ترمز أطراف الدرفش الأربعة إلى أركان الكون الأربع، بينما يُمثّل الحرير الخالص نور الإله، وتُمثّل فروع الآس السبعة أيام الخلق السبعة.
يؤمن المندائيون بالزواج (القبين) والإنجاب، ويضعون أولوية عالية للحياة الأسرية ويؤمنون بأهمية اتباع أسلوب حياة أخلاقي ومعنوي. تعدد الزوجات مقبول عند المندائيين، وإن كان غير شائعًا. يجنح المندائيون إلى السلام، ويؤيدون المساواة، حتى أن أقدم ناسخ مندائي مُوثّق كان امرأة اسمها «شلاما بيث قدرة» التي نسخت «كنزا شمالا» في وقت ما في القرن الثاني الميلادي.:4 وهناك أدلة على وجود كاهنات نساء، خاصة في عصر ما قبل الإسلام.
يؤمن المندائيون أن الإله خلق جسم الإنسان كاملًا، فلا ينبغي إزالة أو قطع أي جزء منه، ومن هنا اعتبروا الختان تشويهًا للجسد، لذلك يحرّمونه. يمتنع المندائيون عن احتساء المشروبات القوية ومعظم اللحوم الحمراء، كما يجب أن تُذبح اللحوم التي يستهلكها المندائيون وفقًا لطقوس محددة، وهم يمتنعون عن أكل اللحوم في بعض الأيام. يمارس المندائيون أيضًا الصوم، ويسمونه صوما. لدى المندائيين تقليدًا شفهيًا مفاده أن بعضهم كانوا في الأصل نباتيين.:32

## الكهنة

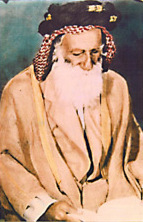
الريشما دخيل عيدان (1881–1964)، الكاهن المندائي الأعظم

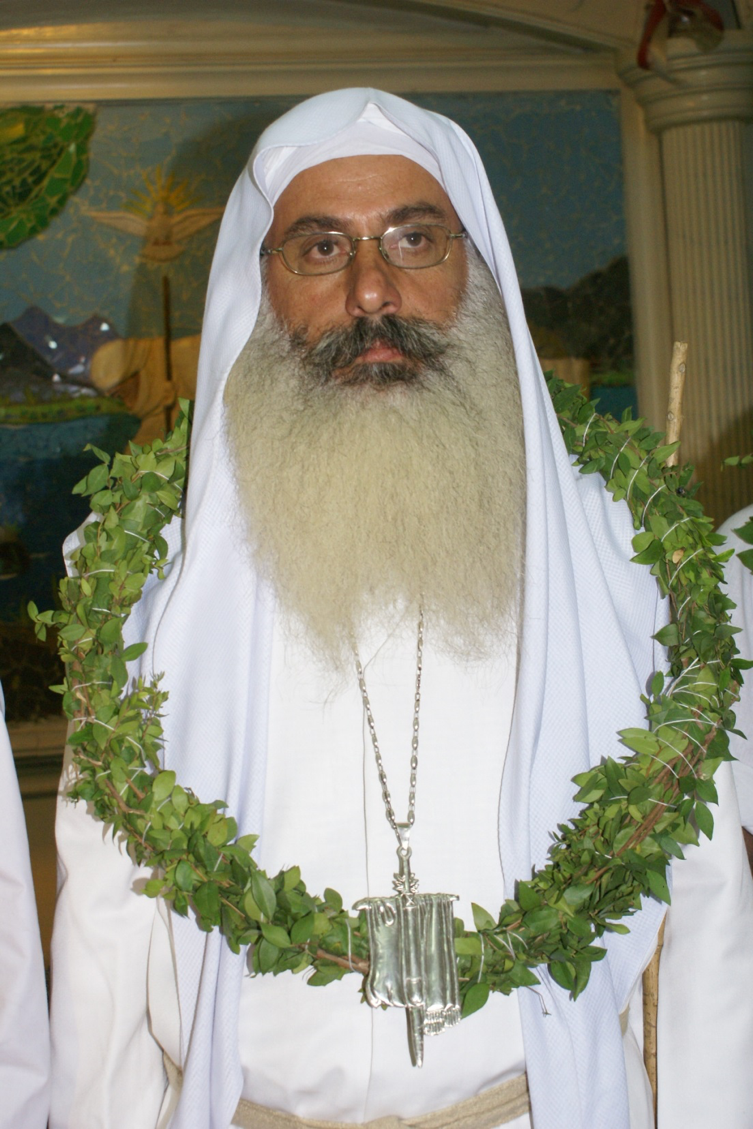
الريشما ستار جبار الحلو رئيس الطائفة المندائية الحالي في العراق.

هناك فارق واضح بين الكهنة وعوامّ المندائيين. تقول إي. إس. درور: «يُطلق المجتمع على الأشخاص الذين يمتلكون المعرفة السرية «ناصورايا». وفي الوقت نفسه، يُطلق على العوام الجاهلين أو أشباه الجاهلين اسم «مندايا» أي «العارفين». عندما يصبح الرجل كاهنًا، فإنه يترك «المندايا»، ويدخل «الترميذوتا» أي الكهنوت. وحتى تلك اللحظة، لا يُعتبر أنه وصل إلى الاستنارة الحقيقية، لذا يُسمى «ناصروتا»، وهي منزلة مخصصة لعدد قليل جدًا. يمكن لأولئك الذين يمتلكون أسرارها أن يطلقوا على أنفسهم اسم «ناصوراي»، ولا تشير كلمة «ناصوراي» اليوم فقط إلى الشخص الملتزم بدقة بجميع قواعد الطهارة الطقسية، بل إلى الشخص الذي يفهم العقيدة السرية.»
هناك ثلاث درجات من الكهنوت في المندائية: الترميذة (التلاميذ)، والكنزبرا (الأُمناء)، والريشما (زعيم الأمة). ظهر لقب الكنزبرا لأول مرة في سياق ديني في نصوص طقوسية آرامية من برسيبوليس (حوالي القرن الثالث قبل الميلاد). تقليديًا، أي كنزبرا يُعمّد سبعة أو أكثر من الكنزبرا الآخرين، يكون مؤهلًا لمنصب الريشما. الريشما الحالي للمجتمع المندائي في العراق هي ستار جبار الحلو. في أستراليا، الريشما المندائي هو صلاح الشُحيلي.
يمكن للكهنة المعاصرين أن يسردوا أسلافهم المباشرين حتى النصف الأول من القرن التاسع عشر الميلادي. أدى تفشي وباء الكوليرا سنة 1831م في تستر بإيران إلى القضاء على معظم، إن لم يكن جميع، الكهنة المندائيين هناك. أعاد اثنان من المساعدين (شقنديا) الباقين يحيى بهرام ورام زهرون، تأسيس الكهنوت في قضاء سوق الشيوخ بعد أن علّموا أنفسهم اعتمادًا على النصوص التي كانت متاحة لهم. في سنة 2009م، كان هناك عشرين كاهنًا مندائيًا حول العالم.

## الدراسات حول المندائية

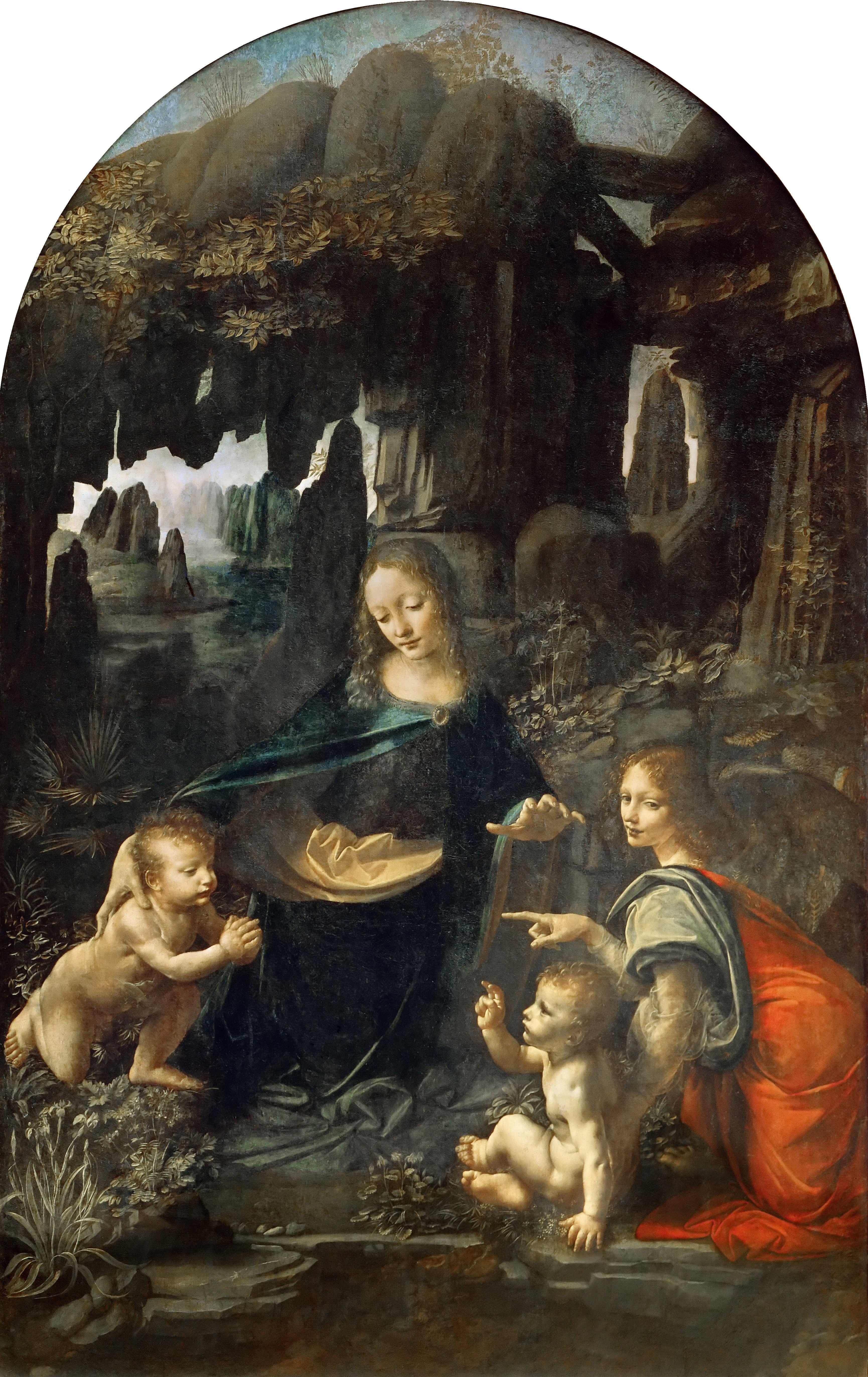
لوحة "عذراء الحجارة" لليوناردو دا فينشي (اللوفر)، تُظهر يوحنا المعمدان ويسوع الطفلين.

وفقاً لإدموندو لوبيري، في مقالته في الموسوعة الإيرانية: «إن الرابط التاريخي المحتمل مع يوحنا المعمدان، كما في النصوص المندائية المترجمة حديثًا، أقنع الكثيرين (ولا سيما رودولف بولتمان) أنه كان من الممكن، من خلال النصوص المندائية، تسليط بعض الضوء الجديد على تاريخ يوحنا وعلى أصول المسيحية. أدى ذلك إلى إحياء فكرة أصولهم اليهودية، التي كانت مهجورة بالكامل تقريبًا. كما أثبت الاكتشاف الأثري لطاسات التعاويذ المندائية والتمائم الرصاصية، التواجد المندائي قبل الإسلام في جنوب بلاد الرافدين، مما اضطر العلماء إلى افتراض وجود اضطهادات غير معروفة على يد اليهود أو المسيحيين لشرح سبب رحيل المندائيين من فلسطين.» ويعتقد لوبيري أن المندائية هي فرع غنوصي مسيحي نشأ في جنوب بلاد الرافدين، وإدعى أن زازاي د-جوزتا هو مؤسس المندائية في القرن الثاني الميلادي. دحض جورون باكلي تلك الفرضية من خلال تأكيده وجود كتبة نسخوا كنزا ربا قبل زمن زازاي. رفضت كريستا مولر-كيسلر أيضًا نظرية الأصل اليهودي للمندائيين مدعيةً أن المندائيين من سكان بلاد الرافدين. ويعتقد إدوين ياموتشي أن المندائية نشأت في شرق الأردن، حيث هاجر منه مجموعة من الأغيار إلى بلاد الرافدين، ودمجوا معتقداتهم الغنوصية مع معتقدات سكان بلاد الرافدين الأصليين في نهاية القرن الثاني الميلادي.:78 بينما زعم كيفن فان بلاديل أن المندائية نشأت في بلاد الرافدين في القرن الخامس الميلادي في عهد الساسانيين، وهي الفرضية التي انتقدها جيمس إف. ماكغراث. ويُرجّح الكاهن والباحث المندائي بريخا نصوراي نظرية الأصل المزدوج، حيث اعتبر أن المندائيين المعاصرين ينحدرون من المندائيين الذين نشأوا في وادي الأردن في فلسطين، بالإضافة إلى مجموعة أخرى من المندائيين (أو الغنوصيون) الذين كانوا من السكان الأصليين في جنوب بلاد الرافدين. وهكذا فإن الاندماج التاريخي بين المجموعتين أدى إلى ظهور المندائيين اليوم.
:55
يؤيد علماء متخصصون في المندائية أمثال كيرت رودولف ومارك ليدزبارسكي ورودولف ماكوتش وإثيل س. درور وإريك سيجيلبيرج وجيمس ف. ماكغراث وتشارلز ج. هابيرل وجورون جاكوبسن باكلي وسيناسي غوندوز نظرية الأصل اليهودي للمندائيين. ويعتقد غالبية هؤلاء العلماء أنه من المحتمل أن يكون لدى المندائيين صلة تاريخية بالتلاميذ المقربين ليوحنا المعمدان.:xiv:vii, 256 كما وجد اللغوي المتخصص في اللغة المندائية تشارلز هابرل تأثيرًا للآرامية اليهودية والآرامية السامرية والعبرية واليونانية واللاتينية على المندائية، مما دعاه لقبول فكرة أن يكون للمندائيين "تاريخًا يهوديًا مشتركًا مع اليهود". بالإضافة إلى ذلك، رجّح علماء أمثال ريتشارد أوغست ريتزنشتاين ورودولف بولتمان وجي. ر. س. ميد وصموئيل زينر وريتشارد توماس وجي س. ريفز وجيل كيسبل وكيه باير أيضًا أن يكون أصل المندائيين من فلسطين أو غور الأردن.:78 ويعتقد جيمس ماكغراث وريتشارد توماس أن هناك علاقة مباشرة بين المندائية والدين اليهودي التقليدي قبل السبي. وترى إثيل س. درور أن المسيحية المبكرة ما هي إلا بدعة مندائية، وأضافت: «يبدو أن يهودية غير تقليدية في الجليل والسامرة قد اتخذت شكلها بالشكل الذي نسميه الآن الغنوصية، وربما كانت موجودة في وقت ما قبل المسيحية».:xv وقد شكّكت باربرا ثيرينغ في التاريخ المُقدّر لمخطوطات البحر الميت، ورجّحت أن معلم البر (زعيم الإسينيين) هو يوحنا المعمدان. رجّح أيضًا جورون جاكوبسون باكلي الأصل اليهودي للمندائية،:97 وعلّق قائلًا: «ربما كان المندائيون مخترعو - أو على الأقل مساهمين في تطوير - الغنوصية... حيث أنتجوا أكبر قدر من الأدب الغنوصي الذي نعرفه، المكتوب بلغة واحدة... مما أثر على تطور الغنوصية، والمجموعات الدينية الأخرى في العصور القديمة المتأخرة [مثل المانوية والفالنتيانية].:109»

## العلاقة مع الجماعات الأخرى

### الإلكسيون
كان الألكسيون طائفة معمودية يهودية مسيحية نشطت في شرق الأردن بين سنتي 100م-400م. وكان أبناء هذه الطائفة، مثل المندائيين، يقومون بمعموديات متكررة للتطهير، وكان لديهم نزعة غنوصية.:123 سُمّيت هذه الطائفة بهذا الاسم نسبة إلى زعيمها إلكساي. كتب إبيفانيوس السلاميسي في القرن الرابع الميلادي أنه هناك مجموعتان رئيسيتان داخل طائفة الإسينيين: «من هؤلاء الذين جاءوا قبل زمن [إلكساي النبي الأوسياني] وفي زمانه، الأوسيانيون والناصريون.» ووصف أبيفانيوس الأوسيانيين قائلًا:

### الإسينيون
كان الإسينيون حركة دينية يهودية روحانية ظهرت خلال فترة الهيكل الثاني بين القرن الثاني قبل الميلاد إلى القرن الأول الميلادي. استخدم الإسينيون مفاهيم ومصطلحات دينية مندائية مبكرة في مخطوطات البحر الميت، مثل ياردينا وهو إسم كل ماء معمودية في المندائية. كما ظهرت أسماء الإله المندائي حي ربي و«مارا د-رابوتا» (رب العظمة) في سفر التكوين السري.:552–553 ووردت أيضًا التسمية المتكررة في المندائية المبكرة «بحيري زدقا» التي تعني «مختارو البر» أو «الصالحون المختارون» في سفر أخنوخ وسفر التكوين السري.:552–553:18 كما هو الحال عند الناصريين، اعتقد المندائيون أن إنهم يشكلون جماعة «بني نهورا» الحقيقيين التي تعني «أبناء النور»، وهو مصطلح استخدمه الإسينيون.:50 أكّد الكتاب المندائي على أن المندائيين ينحدرون مباشرة من تلاميذ يوحنا المعمدان المندائيين الناصورائيين الأصليين في القدس، وهناك أوجه تشابه عديدة بين حركة يوحنا والإسينيين.:vi, ix ومثلما هو الحال عند الإسينيين، يُحظر على المندائيين الكشف عن أسماء الملائكة أمام الأغيار.:94 مقابر الإسينيين موجهة نحو الشمال والجنوب وكذلك يجب أن يكون قبر المندائيين أيضًا في اتجاه الشمال والجنوب بحيث إذا وقف موتى المندائيون في وضع مستقيم، فإنهم سيواجهون الشمال.:184 لدى المندائيين نصًّا شفهيًا مفاده أن بعضهم كان نباتيًا في الأصل،:32 وهم أيضًا كالإسينيين، دعاة سلام.:47
يوصف بيت مندا باسم «بنيانا رب د-سرارا» (مبنى الحقيقة العظيم) و«بيت توشليما» (بيت الكمال) في النصوص المندائية مثل قلستا وكنزا ربا وسفر يوحنا المندائي. النص الأدبي الوحيد المشابه لذلك في النصوص الإسينية التي عُثر عليها في خربة قمران هو قانون المجتمع، الذي يحتوي على عبارات مماثلة مثل «بيت الكمال والحقيقة في إسرائيل» و«بيت الحقيقة في إسرائيل».

#### البناءون
كان البناءون طائفة يهودية صغيرة وفرع من الإسينيين خلال القرن الثاني الميلادي في فلسطين. ركّز البناءون بشدة على نظافة الملابس، لأنهم كانوا يعتقدون أن الملابس يجب ألَّا تحتوي على بقعة طينية صغيرة قبل غمسها في الماء النقي. هناك جدل كبير حول أنشطتهم ومعنى اسمهم، ويعتقد البعض أنهم ركّزوا بشدة على دراسة مسألة خلق العالم، بينما يعتقد البعض أن البناءين كانوا أسينيون يعملون بالفؤوس والمعاول. وبدلاً من ذلك، يعتقد علماء آخرون أن اسم البناءين مشتق من الكلمة اليونانية التي تعني "حمام". إن صحّ ذلك، ستكون هذه الطائفة مشابهة لطائفة المتعمدون في الصباح المعمدانية أو «طوفيلي شحريت».

#### المتعمدون في الصباح
كان المتعمدون في الصباح طائفة دينية قديمة مارست المعمودية اليومية، ومن المحتمل أنهم كانوا فرقة من الإسينيين. في الكتابات الكليمنتية، ذُكر يوحنا المعمدان وتلاميذه على أنهم من جماعة المتعمدين في الصباح. ربط البعض بين المندائيين والمتعمدين في الصباح بسبب ممارستهم للمعمودية المتكررة، واعتقادهم بأن المندائيين من تلاميذ يوحنا.

#### المغارية
كانت المغارية طائفة يهودية صغيرة ظهرت في القرن الأول قبل الميلاد، وكانوا يمتازون بحفظ جميع مؤلفاتهم في كهوف التلال المحيطة بفلسطين. كانت لهم تعليقاتهم الخاصة على الكتاب المقدس العبري وعلى الشريعة. اعتقدت المغارية أن الله أسمى من أن يختلط بالمادة، ولذلك لم يعتقدوا أن الله خلق العالم مباشرة، بل أن ملاكًا يُمثّل الله خلق الأرض، تمامًا مثل بثاهيل المندائي. وقد وصف بعض العلماء المغارية بأنهم من الإسينيين أو الثيرابوتيين.

### القبالاه
يقول ناثانيل ديوتش: «في البداية، أنتج التفاعل [بين المندائيين والمتصوفين اليهود في بابل من العصور القديمة المتأخرة إلى فترة العصور الوسطى] نصوصًا سحرية وملائكية مشتركة. خلال تلك المرحلة، تطورت أوجه التشابه بين المندائية والتصوف الهالاخي. في مرحلة ما، بدأ كل من المندائيين واليهود الذين يعيشون في بابل في تطوير نصوص نشأة الكون ونصوص صوفية دينية متشابهة تتضمن مجموعة متماثلة من المصطلحات والمفاهيم والصور. في الوقت الحاضر، من المستحيل القول ما إذا كانت هذه التشابهات نتجت في المقام الأول عن التأثير اليهودي على المندائيين، أو التأثير المندائي على اليهود، أو من التأثير المتبادل. ومهما كان مصدرها الأصلي، فإن هذه النصوص وجدت طريقها في النهاية إلى النصوص الكهنوتية – أي الباطنية – المندائية... وإلى القبالاه.:222»
يعتقد زوي ويربلوسكي أن المندائية لديها قواسم مشتركة مع القبالاه أكثر من الميركافا حول مسائل نشأة الكون والتصورات الجنسية. ربطت نصوص ألف واثني عشر سؤالا ولفافة الملكية السامية وألما ريشايا ربا ظهور الأبجدية بخلق العالم، وهو مفهوم موجود في سفر يتزيراح والبحير.:217 كما عُثر على أسماء الأوثرات المندائيين في النصوص السحرية اليهودية. وعُثر على اسم أباثور منقوشًا داخل وعاء سحري يهودي بصورة محرّفة باسم «أبيتور». كذلك عُثر على اسم بثاهيل في سفر هارزيم مدرجًا بين الملائكة الواقفين على الدرجة التاسعة في السماء الثانية.:210–211

### المانوية
وفقًا لفهرست ابن النديم، فإن ماني مؤسس المانوية، نشأ ضمن طائفة الألكسيين، وهو ما يتوافق مع ما جاء في مخطوطة كولونيا المانوية. لم تبق أي من الكتب المانوية المقدسة بحالتها الكاملة، ويبدو أن الأجزاء المتبقية لم تُقارنا بكتاب كنزا ربا. انفصل ماني عن الألكسيين ليؤسس دينه الخاص. في تحليل مقارن، أشار عالم المصريات السويدي تورغني سيف سودربيرغ إلى أن مزامير توما المانوية كانت مرتبطة ارتباطًا وثيقًا بالنصوص المندائية. وتقول إثيل درور: «كانت بعض المزامير المانوية القديمة، وهي مزامير توما القبطية، عبارة عن إعادة صياغة أو حتى ترجمة كلمة بكلمة للأصل المندائي؛ حيث تقدم العروض والعبارات دليلاً على أن المانوية كان المقتبس من المندائية، وليس العكس.:IX» وقد استفاض أيونت بانشيلا في كتابه الصادر سنة 2018م في الحديث حول العلاقة بين المندائية والمانوية.

### الطوائف السامرية المعمدانية
بحسب عالم الأديان ألدو ماجريس، كانت الطوائف السامرية المعمدانية يتبعون يوحنا المعمدان. كانت إحدى تلك الطوائف يرأسها دوسيثيوس السامري وسمعان المجوسي وميناندر الغنوصي. داخل تلك الطوائف، وُلدت فكرة أن العالم خلقه ملائكة مجهولون. وكانوا يعتقدون أن طقوس المعمودية تزيل إثم الخطايا، وستؤدي إلى عودة الروح بعد التغلُّب على الموت الطبيعي الذي سببه هؤلاء الملائكة. كان يُنظر إلى القادة السامريين على أنهم "تجسيد لقوة الله أو روحه أو حكمته، وباعتبارهم المُخلّصون وكاشفو المعرفة الحقيقية". اعتبر هيبوليتوس الرومي السمعانيين شكلًا مسبقًا من أشكال الفالنتينية.

### الشيثيون
لاحظ كيرت رودولف العديد من أوجه التشابه بين النصوص المندائية والنصوص الغنوصية الشيثية التي عُثر عليها ضمن مخطوطات نجع حمادي. قارن بيرغر بيرسون أيضًا بين نص الأختام الخمسة الشيثي، الذي يُعتقد أنه إشارة إلى طقوس الغمر الخماسي في الماء، بالمسبوطا المندائية. ويرى جورون جاكوبسون باكلي أنه: «هناك رابط مع الأدب الغنوصي الشيثي...، ربما يمكن اعتباره أخًا أصغر لإيديولوجية المعمودية المندائية.»

### الفالنتينيون
اعتمد الغنوصيون الفالنتينيون في روما والإسكندرية في القرن الثاني الميلادي هيئة المعمودية المندائية.:109

## الأتباع

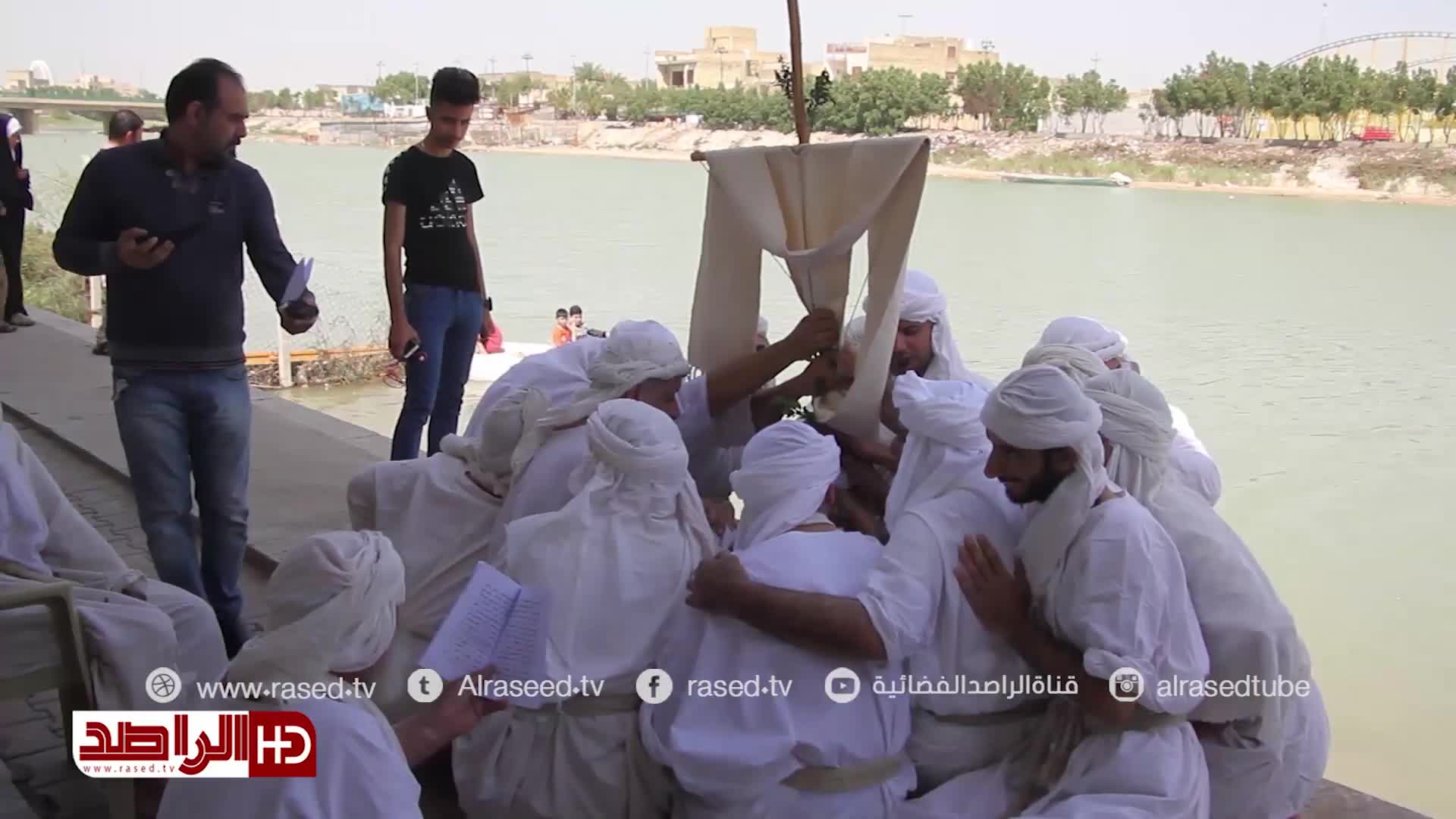
مندائيون يحتفلون بالبروانايا في العمارة، العراق في 17 مارس 2019م.

تشير التقديرات إلى أن هناك ما بين 60,000 إلى 100,000 مندائي حول العالم. تضاءلت نسبتهم بشدة في بلادهم الأصلية بسبب حرب العراق، حيث انتقل معظم مجتمعهم إلى إيران وسوريا والأردن المجاورين. هناك ما يقرب من 2,500 مندائي في الأردن. وفي سنة 2011م، قدّرت قناة العربية عدد المندائيين الإيرانيين المختبئين والمفقودين في إيران بما يصل إلى 60 ألفًا. وفقًا لمقالة نشرت سنة 2009م في صحيفة «The Holland Sentinel»، فإن المجتمع المندائي في إيران آخذ في التضاؤل أيضًا، حيث يتراوح عدده بين 5,000 إلى 10,000 شخص على الأكثر.
شكل العديد من المندائيين مجتمعات شتات خارج الشرق الأوسط في السويد وهولندا وألمانيا والولايات المتحدة وكندا ونيوزيلندا والمملكة المتحدة وبالأخص أستراليا، حيث يقيم الآن حوالي 10,000 مندائي يتمركزون بشكل رئيسي حول سيدني، وهو ما يمثل 15٪ من إجمالي مندائيي العالم. وقد هاجر نحو 1,000 مندائي إيراني إلى الولايات المتحدة، منذ أن منحتهم وزارة الخارجية الأمريكية في سنة 2002م وضع اللجوء الوقائي، والذي مُنح أيضًا لاحقًا للمندائيين العراقيين في سنة 2007م. ويعيش مجتمع يقدر بنحو 2,500 فرد في ورسستر بولاية ماساتشوستس الأمريكية، منذ أن بدأوا بالاستقرار فيها سنة 2008م، معظمهم مهاجرون من العراق.
لا تسمح المندائية بالتحول الديني، والوضع الديني للمندائيين الذين يتزوجون من خارج المجتمع المندائي وأطفالهم محل نزاع.

## الملاحظات
1. ↑  ترجمت كلمة " מַנְדַּע " الآرامية التي تُنطق «مندع» في سفر دانيال إلى «العارفين» في 2: 21، وإلى «معرفة» في 5: 12. وتتشابه أيضًا مع كلمة " מַדַּע " العبرية التي تُنطق «مادّا»، وهي كلمة مُدغمة أصلها «ماندا» التقى فيها حرف النون مع حرف ساكن في وسط الكلمة، فأُدغمت إلى «مادّا».[28]